# Polyura attalus
Polyura attalus är en fjärilsart som beskrevs av Felder 1866. Polyura attalus ingår i släktet Polyura och familjen praktfjärilar. Inga underarter finns listade i Catalogue of Life.